# Aoteadrillia bulbacea
Aoteadrillia bulbacea é uma espécie de gastrópode do gênero Aoteadrillia, pertencente a família Horaiclavidae.